# 엔젤 (1937년 영화)
《엔젤》(영어: Angel)은 1937년 개봉한 로맨틱 코미디 영화다. 에른스트 루비치가 감독했으며 마를레네 디트리히, 허버트 마셜, 멜빈 더글러스가 출연했다.

## 출연
- 마를레네 디트리히 - 마리아 바커
- 허버트 마셜 - 프레더릭 바커
- 멜빈 더글러스 - 앤서니 홀튼
- 에드워드 에버렛 호튼 - 그레이엄
- 어니스트 코사트 - 크리스토퍼 윌튼
- 로라 호프 크루스 - 안나 드미트리예브나 대공비
- 허버트 문딘 - 그린우드
- 데니 무어 - 엠마 맥길리커디 윌튼